# Trifolium ornithopodioides
Trifolium ornithopodioides es una especie de la familia de las fabáceas.

## Descripción
Trifolium ornithopodioides postrado, extendido, glabro, enano, anual de 2-20 cm o más, con cabezuelas de cabillos cortos, generalmente con 2-4 flores blancas o rosa pálido. Hojas con tres folíolos obovados a cuneados, dentados de pecíolo corto; hojas de largo pecíolo, más largos que los cabillos de las cabezuelas. Flores de 6-8 mm, con pétalo superior estrechamente oblongo; cáliz con dientes casi iguales, más largo que el tubo del cáliz. Vaina más larga que el cáliz. Florece en primavera y verano. 

## Hábitat
Habita en terreno seco, yermo o transitado.

## Distribución
En Gran Bretaña, Francia, Alemania, Irlanda, Holanda, Hungría, Italia, Portugal Rumanía. En España habita en prados de diente y en vallicares donde se mantiene la humedad edáfica.

## Taxonomía
Trifolium ornithopodioides fue descrita por (L.) Sm. y publicado en Flora Britannica 2: 782. 1800.
Etimología
Trifolium: nombre genérico derivado del latín que significa "con tres hojas".
ornithopodioides: epíteto
Sinonimia
- Trifolium melilotus-ornithopodi (L.) Asch. & Graebn.
- Trifolium melilotus-ornithopodi subsp. uniflorum (Munby) Maire[3]
- Falcatula falsotrifolium Brot.
- Falcatula ornithopodioides (L.) Bab.
- Melilotus ornithopodioides (L.) Desr. in Lam.
- Trifolium melilotus-ornithopodioides subsp. eu-ornithopodioides Maire
- Trifolium perpusillum Simonk.
- Trigonella ornithopodioides (L.) DC. in Lam. & DC.
- Trigonella uniflora Munby[4]

## Nombre común
- Castellano:  trébol.[4]